# Arbetarrörelsens ekonomiska råd
Arbetarrörelsens ekonomiska råd (danska Arbejderbevægelsens Erhvervsråd) är en dansk samhällsekonomisk analysorganisation och tankesmedja. Rådet grundades 1936 av bland andra danska LO. Det finansieras av danska LO med medlemsförbund samt genom intäkter från konsultarbete.
Bland dem som varit verksamma i AE finns framstående politiker som Mogens Camre, Erling Dinesen, Henry Grünbaum, Knud Heinesen, Erling Jensen, Mogens Lykketoft, Marichen Nielsen och Henning Rasmussen.